# 帕施貝格山
47°14′42″N 11°25′5″E / 47.24500°N 11.41806°E

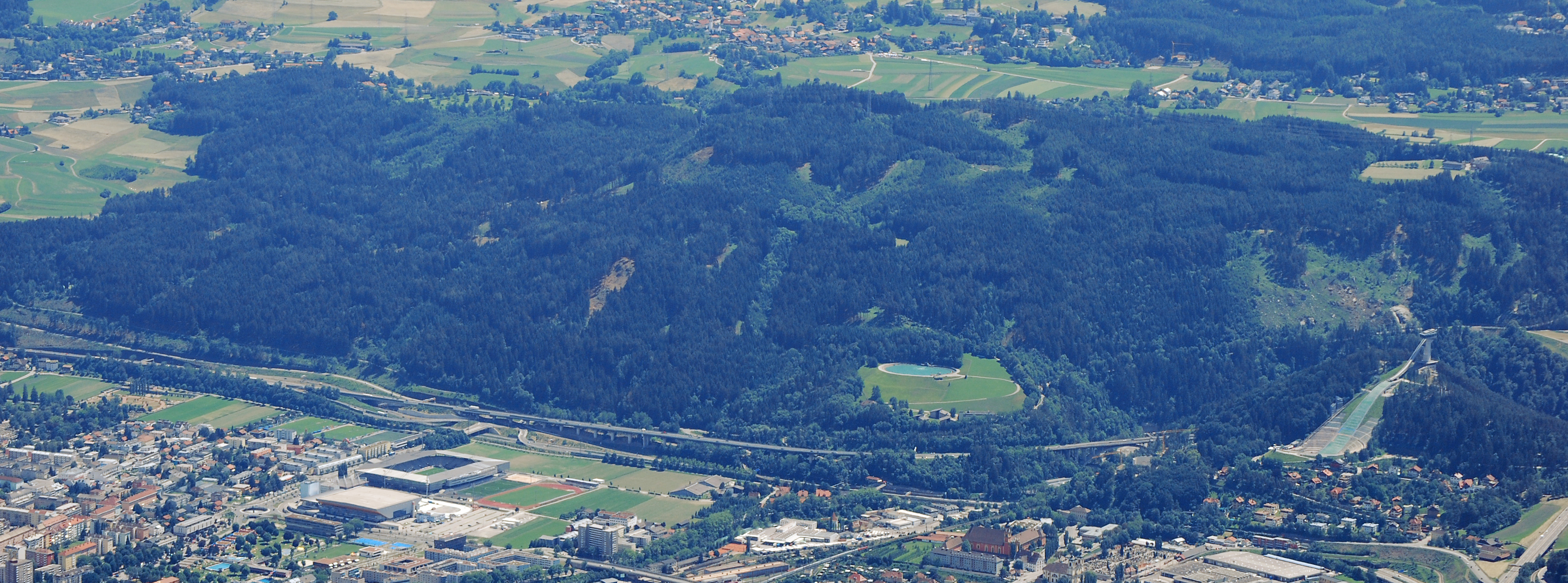

帕施貝格山（德語：Paschberg），是奧地利的山峰，位於該國西部，由蒂羅爾州負責管轄，屬於圖克斯山的一部分，距離帕切科弗爾山1.5公里，海拔高度930米。